# Jurij Kasjirin
Jurij Kasjirin, född den 20 januari 1959 i Voronezj, Ryssland, är en sovjetisk tävlingscyklist som tog OS-guld i lagtempoloppet vid olympiska sommarspelen 1980 i Moskva. 